# سيمون مارتيني
سيمون مارتيني (بالإيطالية: Simone Martini)‏ عاش بين عامي (1284 - 1344) رسام إيطالي ولد في سيينا، يعتقد أن مارتيني كان تلميذا دوتشيو دي بونينزينا أحد أشهر فناني سيينا، تعود أقدم لوحة مؤرخة لمارتني إلى عام 1315، أنهى الرسام في عام 1333 العمل على اللوح المركزي لمذبح كاتدرائية سيينا صور فيها مشهد بشارة مريم العذراء بميلاد المسيح، انتقل إلى البلاط البابوي في آفينيون عام 1340، وما زال يوجد رسمان على بوابة الكاتدرائية يشيران إلى أعماله.

## روابط خارجية
- سيمون مارتيني على موقع الموسوعة البريطانية (الإنجليزية)
- سيمون مارتيني على موقع ميوزك برينز (الإنجليزية)
- سيمون مارتيني على موقع إن إن دي بي (الإنجليزية)